# Chimarra nasuta
Chimarra nasuta är en nattsländeart som beskrevs av Oliver S. Flint Jr. 1998. Chimarra nasuta ingår i släktet Chimarra och familjen stengömmenattsländor. Inga underarter finns listade i Catalogue of Life.